# Ned Kelly

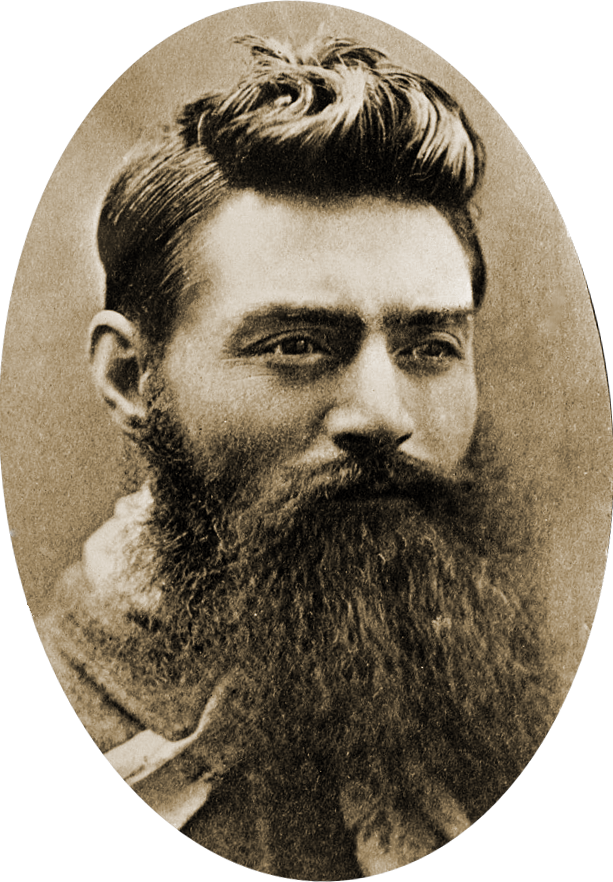
Ned Kelly dagen före sin avrättning.

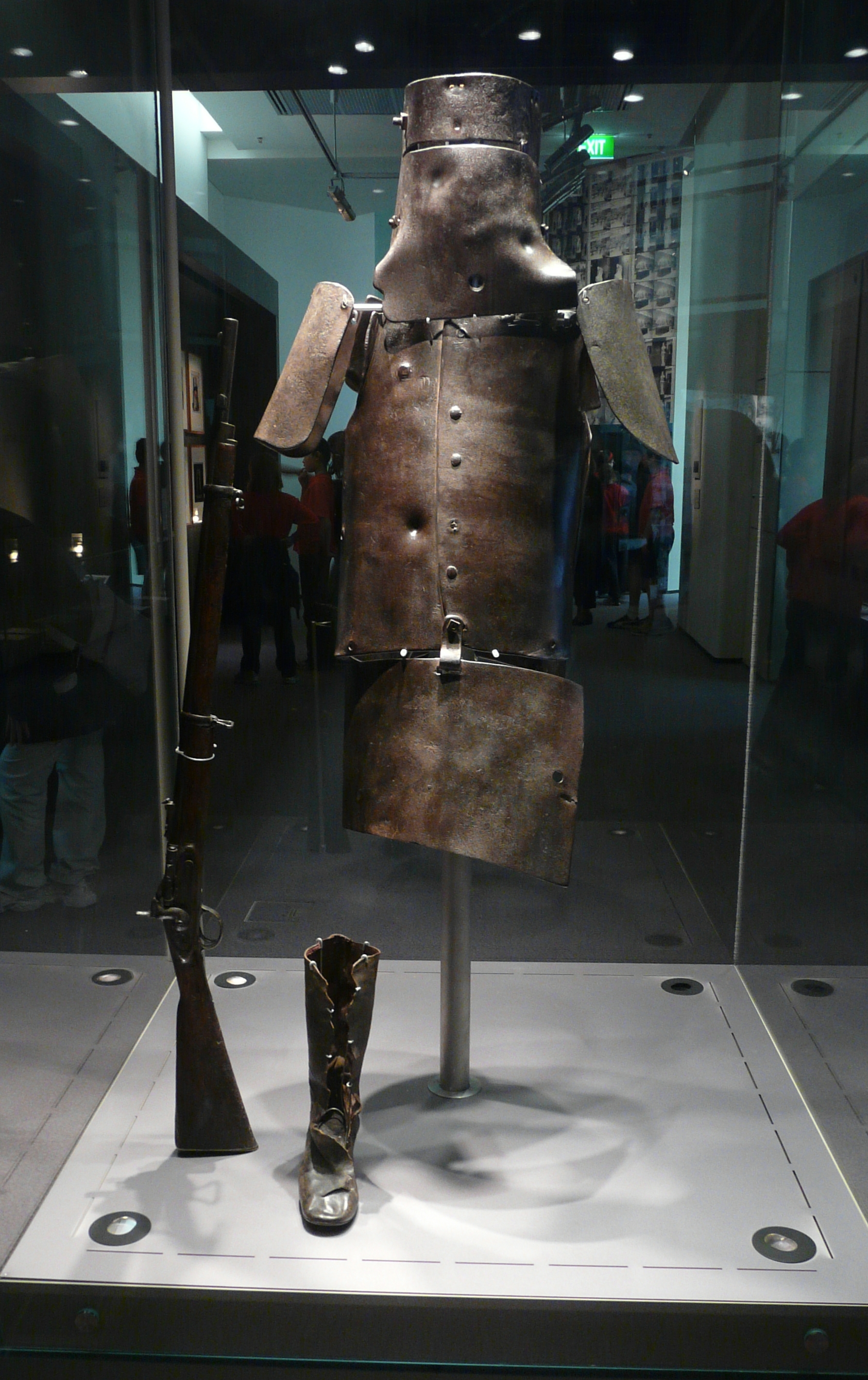
Ned Kellys rustning med totalt 18 kulhål i en monter på State Library of Victoria.

Edward "Ned" Kelly, född i juni 1854, i  Victoria, Australien, död 11 november 1880 i Melbourne, var en australisk brottsling och bushranger.

## Levnad
Kelly föddes som son till John Kelly och dennes hustru Ellen. Fadern, som var från Irland, hade dömts för grisstöld och förvisats till Australien. Han växte upp i ett klimat av ständiga trakasserier från polisen, och han hamnade redan som sextonåring inför rätta för en häststöld. Efter att ha skjutit två poliser, när han vid ett tillfälle försökte försvara sin syster, förklarades Kelly fredlös. Tillsammans med sin bror Dan Kelly och två vänner, bildade han ett banditgäng som drog runt och rånade banker.
Ned Kelly blev med tiden alltmer våghalsig och tog vid ett tillfälle en hel stad som gisslan. I juni 1880 fick Kellys framfart sitt slut. Barrikaderad på den numera legendariska krogen Glenrowan Inn kunde Kelly och hans gäng inte längre stå emot polisens kulor. Med skottskador i benet kunde Kelly gripas för att bara några månader senare avrättas genom hängning. Under gripandet ska Ned Kelly ha burit sin kända hemmagjorda rustning.

## Kvarlevor
Ned Kelly begravdes i en massgrav och senare flyttades hans kvarlevor till en annan massgrav. Kroppen grävdes upp 2009 och 2011 kunde de flesta delarna av skelettet identifieras tack vare DNA-test som jämfördes med en nutida släkting.

## Ned Kelly i kulturen
Flera filmer har gjorts om Ned Kellys liv.
- The Story of the Kelly Gang, från 1906.
- Ned Kelly, med Mick Jagger i huvudrollen.
- Reckless Kelly, från 1993.
- Ned Kelly, med Heath Ledger i huvudrollen.
- True History of the Kelly Gang (2019)

Konstnären Sidney Nolan är känd för en serie målningar som föreställer Ned Kelly.
På skivan Man in Black framför Johnny Cash en egenkomponerad låt som heter Ned Kelly.